# ヘモペキシン
ヘモペキシン（Hemopexin）とは、タンパク質の1種であり、血中に遊離したヘムを結合する機能を持っている。

## ヘモペキシンの役割
ヘモペキシンはヒトの血漿中に見られるタンパク質である。何らかの理由で遊離したヘムは反応性が高く、生体にとって危険だ。ヘモペキシンはヘムに対する親和性が高く、血中に遊離しているヘムを回収する。ヘモペキシンと結合することによって、血中に遊離したヘムの悪影響を避けることができる。ヘムを結合したヘモペキシンは肝臓に存在する受容体に結合すると、ヘムを肝臓に引き渡す。これによって、遊離したヘムが尿中に排泄されて鉄が失われることも防いでいる

。
ちなみに、血中に遊離したヘモグロビンもまた反応性が高く危険であり、このヘモグロビンを回収するために、ヒトはハプトグロビンと言う別なタンパク質も持っている。

## ヘモペキシンの合成調節
ヘモペキシンは血中に遊離したヘムの量が多くなると、より多く生合成される。血中で大量のヘムの遊離が起こる事態としては、例えば赤血球が何らかの理由で血管内で破壊された時が挙げられる。このためヘモペキシンの血中濃度は、慢性的に溶血が起きているかどうかの指標となる。貧血が起きている時にヘモペキシンの血中濃度を見ると、その貧血が溶血性貧血かどうかの判断材料にすることができる

。
ただし、例えば血中のアスパラギン酸アミノ基転移酵素の濃度（血中のASTの濃度）のように、溶血性貧血かどうかを判断する指標は他にも存在する。